# 七沢温泉
七沢温泉（ななさわおんせん/ならさわおんせん）は、神奈川県厚木市七沢（旧相模国）にある温泉。

## 泉質
- アルカリ性単純温泉
  - 源泉温度23℃の冷鉱泉
  - 無色透明の源泉
  - pH値は9〜10と高いアルカリ度を誇る
  - 源泉の触感は、ぬるぬる度が非常に高い

## 温泉地

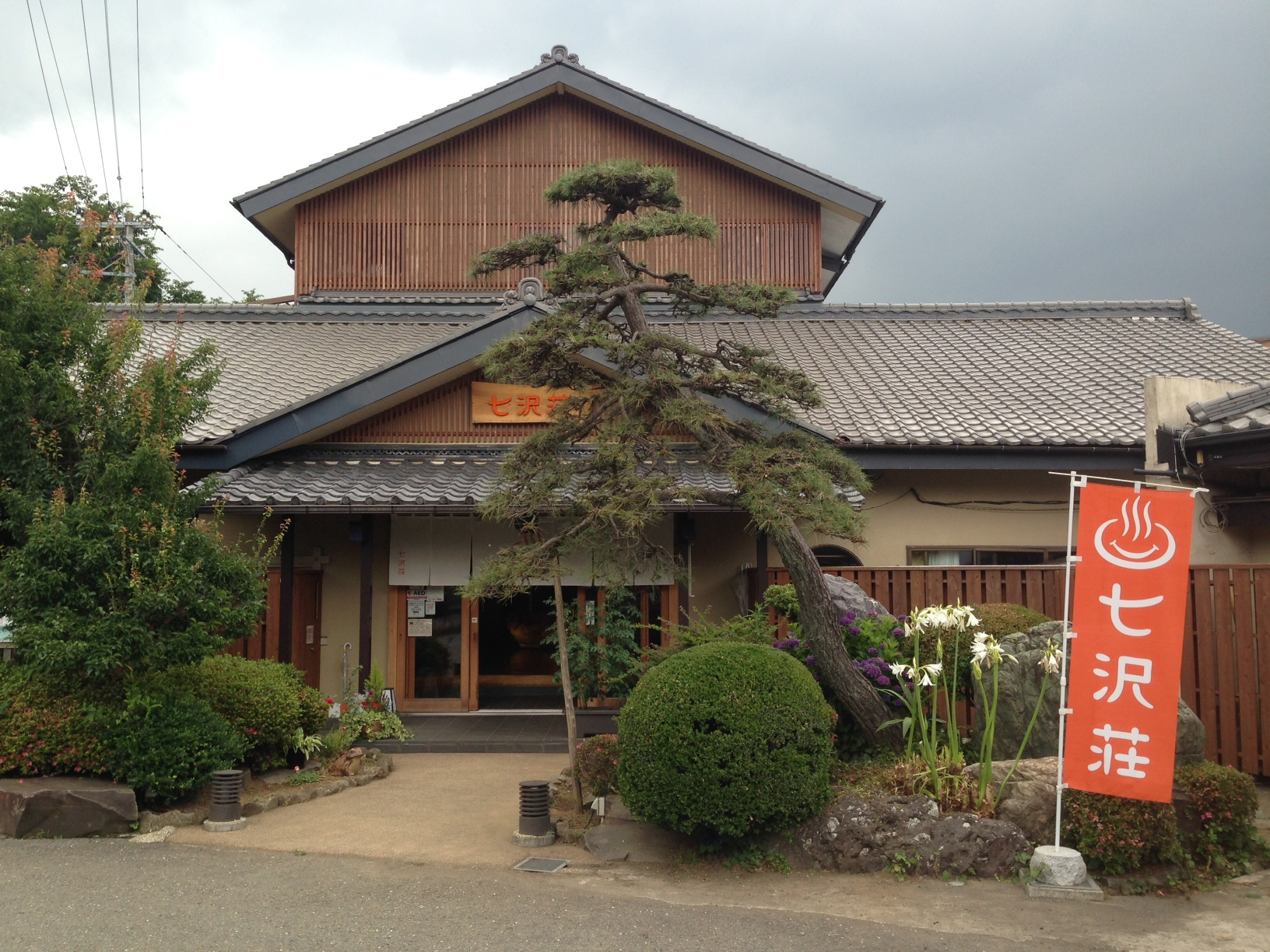
七沢荘の外観

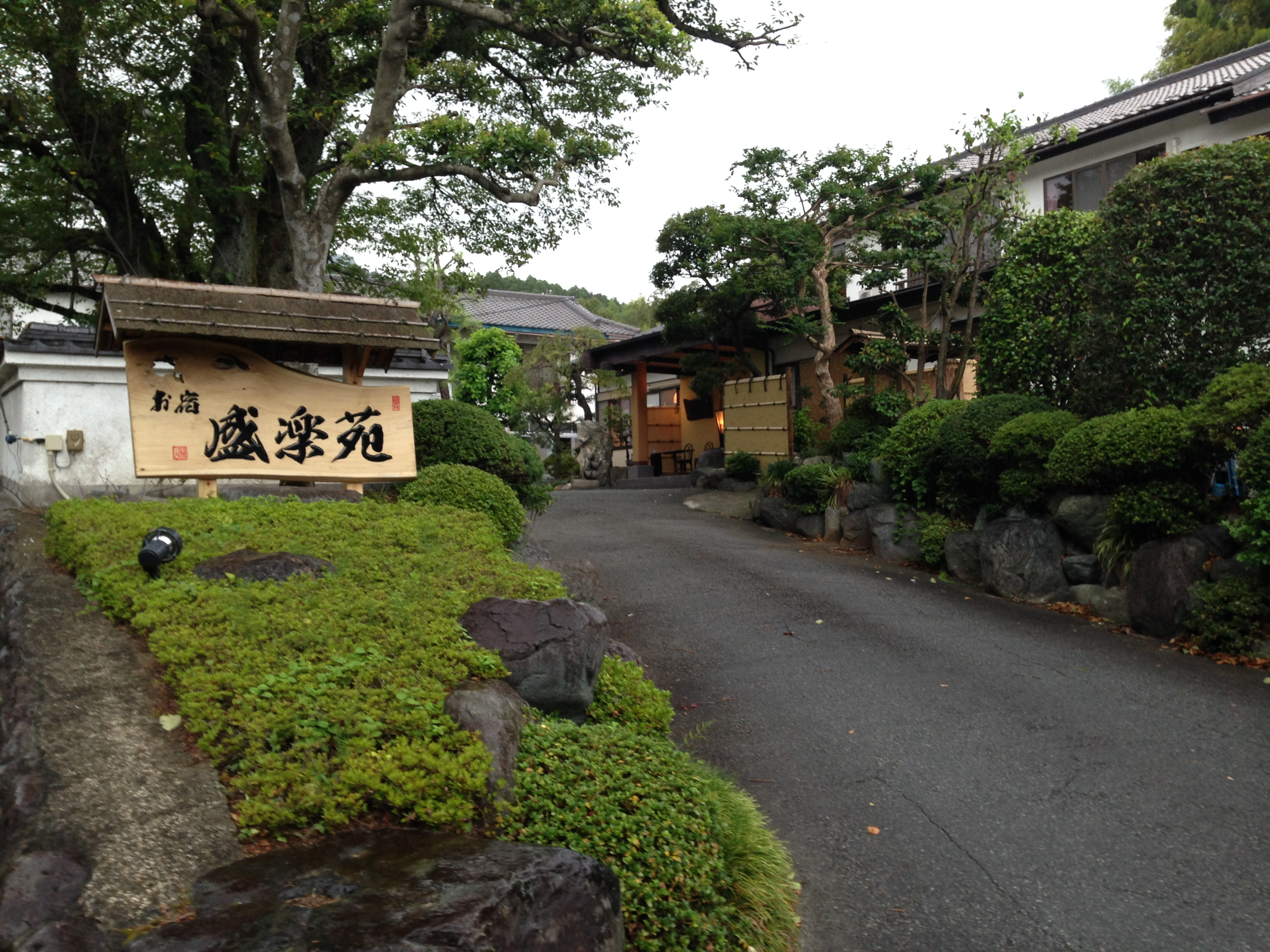
盛楽苑の敷地入口

6軒の旅館が存在しており、それぞれ日帰り入浴も受け付けている。飯山温泉同様、厚木市の奥座敷として京浜地域の会社の社員旅行や丹沢帰りの行楽客の利用も多い。
江戸時代より開湯し、幕末までに福元館、元湯玉川館、中屋旅館の3ヶ所が開設。
1877年（明治10年）から新しく旅人宿営業の免許鑑札制度を新政府の役所より通達され中屋旅館など登録。 
温泉地、湯治場として名を有する。
なお、当温泉地から近距離にある広沢寺温泉（玉翠楼）やかぶと湯温泉（山水楼）も七沢温泉郷に含まれる。東丹沢七沢旅館組合にはこれら2つの温泉地の旅館も入っている一方で、当温泉地の「旅館福松」のみ加入していない。
旅館
- 七沢荘
- 元湯玉川館
- 中屋旅館
- 福元館
- 七扇（旧盛楽苑）
- 旅館福松

廃業
- 旅館田月
- 山峰荘

### その他のスポット
当温泉地には、都内に複数店舗を構えるラーメンチェーン「AFURI」の母店である「ZUND BAR」（中村屋のオーナーの実兄が経営）が所在する。また温泉地の周辺には七沢神社（七澤神社とも表記）があり、同付近にはかつて（中世・室町時代頃）の山城とされる七沢城跡がある。

## アクセス
- 鉄道・バス：小田急小田原線本厚木駅あるいは愛甲石田駅、伊勢原駅よりバスで約50分
  - 本厚木駅方面からは神奈中バス厚33「七沢」行に乗り、「七沢病院入口」下車（※七沢荘は「広沢寺温泉入口」下車）
  - 愛甲石田駅方面からは神奈中バス愛11「七沢病院」行に乗り、「七沢病院下」下車
  - 伊勢原駅方面からは神奈中バス伊34「七沢」行に乗り、「七沢病院入口」下車（※七沢荘は「広沢寺温泉入口」下車）

## その他
- 治安維持法違反と不敬罪の容疑で前年に入獄していた作家の小林多喜二は、1931年の保釈出獄後に当温泉地の旅館「福元館」に滞在していた。このことは多喜二が後年、警察に虐殺されたこともあって長らく伏せられていたが、2000年ごろに地元の多喜二研究を志すものによって旅館がつきとめられ、多喜二の経歴の未詳部分の一端が明らかにされた[5][6]。
- 当温泉地の旅館の一つである「七沢荘」ではかつて、「都心から一番近い温泉」「秘湯」というキャッチフレーズで『100万円クイズハンター』などのバラエティ番組に賞品の宿泊券を提供していた。